# Coscinesthes porosa
Coscinesthes porosa là một loài bọ cánh cứng trong họ Cerambycidae.